# Jey Uso
Joshua Samuel Fatu (* 22. August 1985 in San Francisco, Kalifornia), auch bekannt unter seinem Ringnamen Jey Uso, ist ein US-amerikanischer Wrestler, der zurzeit bei der World Wrestling Entertainment (WWE) unter Vertrag steht und regelmäßig bei Raw auftritt. Er ist der Sohn von Rikishi (Solofa Fatu) und somit Mitglied der großen Wrestlingfamilie Anoaʻi.
Gemeinsam mit seinem Zwillingsbruder Jimmy Uso hält Fatu den Rekord für die längste World-Tag-Team-Championship-Regentschaft in der WWE-Geschichte, mit 622 Tagen und ist insgesamt ein achtmaliger World-Tag-Team-Champion. Zudem sind The Usos die ersten Undisputed WWE Tag Team Champions, da sie sowohl die Raw- als auch die SmackDown Tag Team Championship gleichzeitig hielten. Als Singles Wrestler gewann er den WWE Intercontinental Championship. Sein bisher jedoch größter Erfolg ist der Erhalt des WWE World Heavyweight Championship bei Wrestlemania 41 durch den Sieg über Gunther.

## Wrestling-Karriere

### World Wrestling Entertainment
Fatu und sein Zwillingsbruder Jimmy Uso traten zuerst bei Florida Championship Wrestling, der damaligen Aufbauliga von World Wrestling Entertainment (WWE), auf. Ihr Ringname Uso bedeutet auf Samoanisch Bruder. Jimmy Uso feierte als erster der Brüder sein Debüt in der WWE. Er trat an der Seite von Donny Marlow bei der FCW Ausgabe vom 20. September 2009 gegen Jamie Noble und Wes Briscoe an in einem Dark-Match an, welches sie verloren. Ihr Fernseh-Debüt feierten die Usos bei der FCW-Ausgabe vom 31. Januar 2010, als sie Bo Rotundo und Duke Rotundo besiegten; Joshua trat damals noch unter dem Ringnamen Jules Uso auf. In den folgenden Wochen wurden sie von Sarona Snuka als Valet begleitet. Am 13. März 2010 besiegten die Usos die The Fortunate Sons (Brett DiBiase und Joe Henning) und holten sich somit die FCW Florida Tag Team Championship. Die Titel verloren sie am 3. Juni 2010 an die Los Aviadores (Dos Equis und Hunico). Nach 13 Jahren mit seinem Zwillingsbruder Jimmy Uso in einem Tag Team, kam es zu einem Titelmatch von Jey Uso gegen Roman Reigns beim SummerSlam, wo Jimmy seinen Bruder verriet und dieser das Match, wo auch der Posten von Reigns, der Tribal Chief auf dem Spiel stand, verlor.
Bei WWE Fastlane gewann er erneut die WWE Tag Team Championship mit Cody Rhodes, hierfür besiegten sie Finn Bálor und Damian Priest von The Judgment Day. Am 13. Oktober 2023 bei SmackDown verteidigten sie ihre Titel erfolgreich gegen Grayson Waller und Austin Theory. Drei Tage später, am 16. Oktober, verloren Uso und Rhodes ihre WWE Tag Team Championship Titel bei Monday Night Raw gegen Finn Bálor und Damian Priest in einem Rückkampf.
Am 4. Dezember 2023 bestritt Uso ein Match um die WWE World Heavyweight Championship gegen Seth Rollins, welches er verlor. Nach dem Kampf wurde er von Drew McIntyre attackiert, mit dem er eine Fehde ausfechtet.
Am 23. September 2024 gewann Uso seinen ersten Singles Championship, den WWE Intercontinental Championship, von Bron Breakker. In der RAW-Ausgabe vom 21. Oktober 2024 musste er ihn wieder an Bron Breakker abgeben.
2025 gewann er den Royal Rumble, was ihn zum Nr. 1 Herausforderer machte. Er entschied sich gegen Gunther, den WWE World Heavyweight Championship bei WrestleMania 41 anzutreten. Im Eröffnungskampf von Tag 1 konnte er Gunther zur Aufgabe zwingen, womit sich Jey als vorläufigen Höhepunkt seiner Karriere den World Heavyweight Championship sicherte.
Bei Saturday Night’s Main Event gewann Jey Uso gegen Logan Paul nach Eingreifen von Cody Rhodes. Mit Letzterem teamte und gewann er bei Money in the Bank am 7. Juni 2025 gegen Logan Paul und John Cena. Allerdings verlor er sein Match und den Titel in der darauffolgenden Episode von RAW an Gunther. Beim Summerslam 2025 teamte er mit Roman Reigns gegen Bronson Reed und Bron Breakker und gewann dieses Match.     

## Privatleben
Fatu ist Mitglied der großen samoanischen Familie Anoaʻi, welche die größte blutsverwandte Dynastie im Wrestlinggeschäft darstellt. Sein Vater Hall of Famers Solofa Fatu Jr. ist als Rikishi als Wrestler aktiv, ebenso wie sein Zwillingsbruder John Fatu als Jimmy Uso.
Fatu heiratete 2015 seine Frau Takecia Travis. Sie haben zwei gemeinsame Söhne.

## Titel und Auszeichnungen

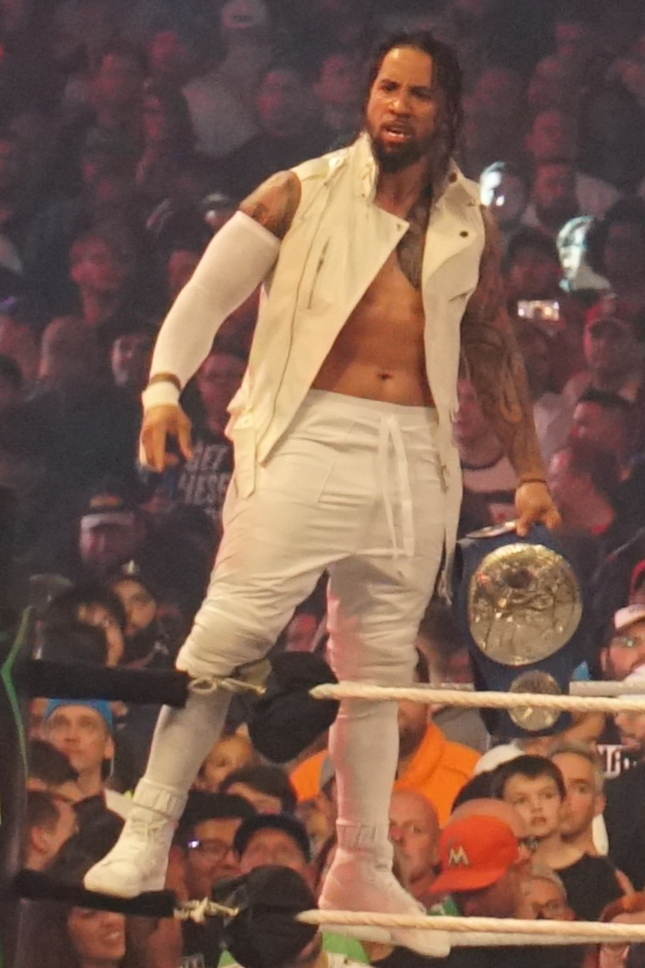
Jey Uso ist ein zehnfacher Tag-Team-Champion

### Titel
- Florida Championship Wrestling
  - 1× FCW Florida Tag Team Champion mit Jimmy Uso

- World Wrestling Entertainment
  - 4× WWE Raw Tag Team Champion 3× mit Jimmy Uso und 1× mit Cody Rhodes
  - 6× WWE Tag Team Champion 5× mit Jimmy Uso und 1× mit Cody Rhodes
  - 1× WWE Intercontinental Champion
  - 1× World Heavyweight Champion

### Auszeichnungen
- Pro Wrestling Illustrated
  - 2022 Platz 1 der Top 50 Tag Teams im PWI Tag Team 50 mit Jimmy Uso

- World Wrestling Entertainment
  - 2021 André the Giant Memorial Battle Royal Sieger
  - 2025 Men's Royal Rumble Sieger